# Anna Veverková
Anna Veverková, dříve Stárková, roz. Horváthová[zdroj?] (16. října 1961, Aš[zdroj?] – 13. června 2013, Praha) byla česká novinářka a tisková mluvčí. V letech 2002 až 2004 byla tiskovou mluvčí vlády Vladimíra Špidly.

## Život
Pracovala jako strojařka, ale zároveň vystudovala obor produkce na pražské FAMU, od roku 1993 se ale věnovala televizní žurnalistice v České televizi.
Poté odešla do sektoru public relations, nejprve na ministerstvo průmyslu (za ministrování Miroslava Grégra). V letech 2002 až 2004 byla tiskovou mluvčí vlády premiéra Vladimíra Špidly, od roku 2003 zároveň vedoucí tiskového odboru. Z Úřadu vlády odešla na post zástupkyně generálního ředitele Svazu průmyslu a dopravy, kde pečovala o vztahy k veřejnosti a marketing. Od ledna do června 2006 byla mluvčí volebního štábu ČSSD pro sněmovní volby. Poté nastoupila do týmu předsedy Energetického regulačního úřadu jako specialistka na vnější vztahy. Později byla ředitelkou komunikace VZP.
Přátelila se s podnikatelem Andrejem Babišem. Spolu s ním založila hnutí ANO 2011 a v jeho řadách ostře kritizovala poměry ve společnosti. Když se hnutí začalo transformovat v politický subjekt, jeho řady v červenci roku 2012 opustila a věnovala se dál zaměstnání ve VZP.
10. června 2013 ji v Praze srazilo auto a utrpěným zraněním následně v nemocnici podlehla.

## Ocenění
V roce 2003 byla v prvním ročníku ankety oceněna jako Tisková mluvčí roku a o čtyři roky později byla rovněž jako první uvedena do Síně slávy českých mluvčích.
Je i nositelkou ceny za investigativní žurnalistiku Mezinárodního konsorcia investigativních žurnalistů, a to za sérii reportáží o pašování zbraní.
Profesní sdružení Komora Public Relations uděluje za celoživotní přínos profesi tiskových mluvčích Cenu Anny Veverkové.